# Pseudacris fouquettei
Espèce
Statut de conservation UICN

 LC  : Préoccupation mineure
Pseudacris fouquettei est une espèce d'amphibiens de la famille des Hylidae.

## Répartition
Cette espèce est endémique des États-Unis. Elle se rencontre :
- dans l'est de l'Oklahoma ;
- dans le sud-est du Missouri ;
- en Arkansas ;
- dans l'est du Texas ;
- en Louisiane ;
- dans l'Est et le Sud du Mississippi ;
- dans l’extrême Ouest du Tennessee.

## Taxinomie
Jusqu'en 2007, les spécimens de cette espèce ont été considérés comme appartenant à Pseudacris feriarum.

## Étymologie
Cette espèce est nommée en l'honneur de Martin Jack Fouquette, Jr..

## Publication originale
- Lemmon, Lemmon, Collins & Cannatella, 2008 : A new North American chorus frog species (Amphibia: Hylidae: Pseudacris) from the south-central United States. Zootaxa, no 1675, p. 1-30.